# Коркам, Питер
Пи́тер Ко́ркам (англ. Peter Corkum; род. 19 апреля 1940, Галифакс) — канадский кёрлингист и тренер по кёрлингу.
Как кёрлингист выступал в команде провинции Новая Шотландия на мужских чемпионатах Канады в 1965, 1967, 1970; также выступал в команде ветеранов провинции Новая Шотландия на чемпионатах Канады среди ветеранов 1992, 1993, 1997, 2003. Более заметных успехов, чем кёрлингист, добился как тренер: тренировал в числе прочих команды Марка Дэйси и Колин Джонс, доведя их до выступлений на чемпионатах мира (единственный тренер по кёрлингу в Канаде, кому удалось это сделать и с мужской, и с женской командами).
Также в молодости добился заметных успехов в американском футболе, хоккее и гольфе.

## Команды
| Сезон   | Четвёртый    | Третий       | Второй       | Первый       | Турниры           |
| ------- | ------------ | ------------ | ------------ | ------------ | ----------------- |
| 1964—65 | Ron Franklyn | Питер Коркам | John Hawkins | John Oyler   | ЧК 1965 (9 место) |
| 1966—67 | Ron Franklyn | Питер Коркам | John Oyler   | John Hawkins | ЧК 1967 (6 место) |
| 1969—70 | Ron Franklyn | Питер Коркам | Stu Cameron  | Nick Oxner   | ЧК 1970 (9 место) |

(скипы выделены полужирным шрифтом)

## Результаты как тренера национальных сборных
| Год  | Турнир                                       | Команда          | Место |
| ---- | -------------------------------------------- | ---------------- | ----- |
| 1999 | Чемпионат мира по кёрлингу среди женщин 1999 | Канада (женщины) | 5     |
| 2004 | Чемпионат мира по кёрлингу среди мужчин 2004 | Канада (мужчины) | 3     |